# Gauliga Westfalen 1939/40
Die Gauliga Westfalen 1939/40 war die siebte Spielzeit der Gauliga Westfalen im Fußball. Die Meisterschaft sicherte sich der FC Schalke 04 mit elf Punkten Vorsprung auf Arminia Bielefeld. Schalke qualifizierte sich für die Endrunde um die deutsche Meisterschaft, die sie durch einen 1:0-Finalsieg über den Dresdner SC gewinnen konnte. Wegen des Zweiten Weltkrieges wurde der Abstieg in dieser Saison ausgesetzt, weswegen Borussia Dortmund und die SpVgg Röhlinghausen in der Gauliga verblieben. Aus den Bezirksligen stiegen Union Gelsenkirchen und der Deutsche SC Hagen auf. Die Gauliga Westfalen spielte in der Saison 1940/41 mit zwölf Mannschaften.

## Abschlusstabelle
| Pl. | Verein                      | Sp. | S  | U | N  | Tore    | Quote | Punkte |
| --- | --------------------------- | --- | -- | - | -- | ------- | ----- | ------ |
| 1.  | FC Schalke 04 (M)           | 18  | 15 | 2 | 1  | 098:180 | 5,44  | 32:40  |
| 2.  | Arminia Bielefeld           | 18  | 10 | 1 | 7  | 049:420 | 1,17  | 21:15  |
| 3.  | VfL Bochum                  | 18  | 10 | 1 | 7  | 054:500 | 1,08  | 21:15  |
| 4.  | Westfalia Herne             | 18  | 9  | 2 | 7  | 047:560 | 0,84  | 20:16  |
| 5.  | VfB 03 Bielefeld (N)        | 18  | 8  | 3 | 7  | 045:470 | 0,96  | 19:17  |
| 6.  | Gelsenguß Gelsenkirchen (N) | 18  | 7  | 2 | 9  | 043:390 | 1,10  | 16:20  |
| 7.  | Preußen Münster             | 18  | 6  | 4 | 8  | 043:520 | 0,83  | 16:20  |
| 8.  | Arminia Marten              | 18  | 5  | 3 | 10 | 031:540 | 0,57  | 13:23  |
| 9.  | Borussia Dortmund           | 18  | 5  | 1 | 12 | 035:600 | 0,58  | 11:25  |
| 10. | SpVgg Röhlinghausen         | 18  | 4  | 3 | 11 | 033:600 | 0,55  | 11:25  |

| (M) | Titelverteidiger               |
| (N) | Aufsteiger aus der Bezirksliga |

## Aufstiegsrunde

### Gruppe I
| Platz | Verein              | Spiele | Tore  | Quote | Punkte |
| ----- | ------------------- | ------ | ----- | ----- | ------ |
| 1.    | Union Gelsenkirchen | 6      | 13:11 | 1,18  | 10:2   |
| 2.    | SC Münster 08       | 5      | 11:90 | 1,22  | 06:4   |
| 3.    | Preußen Bochum      | 5      | 09:80 | 1,13  | 03:7   |
| 4.    | VfR Heessen         | 4      | 07:12 | 0,58  | 01:7   |

Die fehlenden Spiele wurden nicht mehr ausgetragen.

### Gruppe II
| Platz | Verein              | Spiele | Tore  | Quote | Punkte |
| ----- | ------------------- | ------ | ----- | ----- | ------ |
| 1.    | Deutscher SC Hagen  | 4      | 11:50 | 2,20  | 5:3    |
| 2.    | VfL Altenbögge      | 4      | 08:60 | 1,33  | 5:3    |
| 3.    | Sportfreunde Siegen | 4      | 05:13 | 0,38  | 2:6    |